# Vol espacial

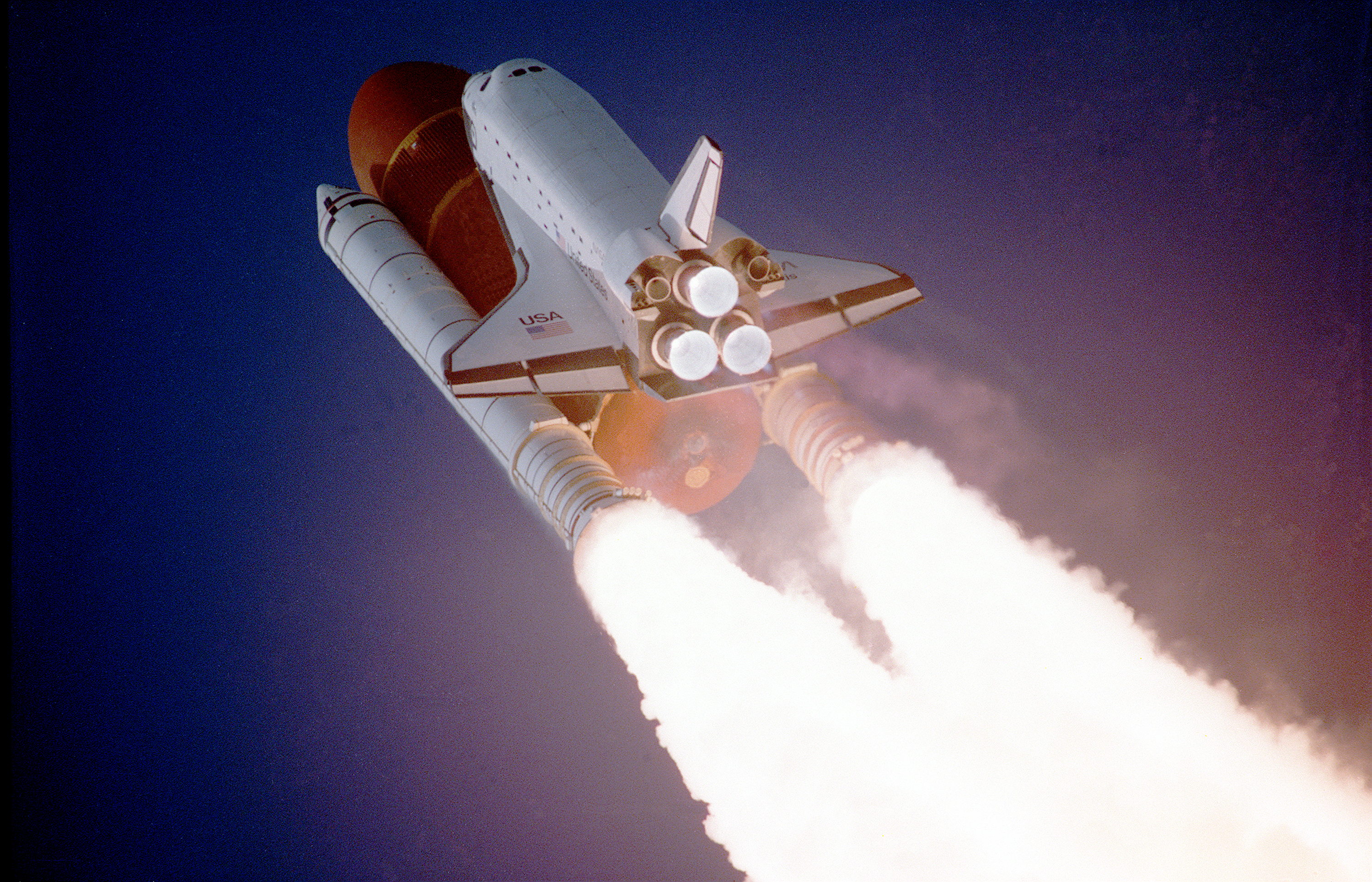
El transbordador espacial Atlantis emprenent el vol.

Un vol espacial és l'acció de viatjar a l'espai exterior i es fa amb una nau espacial que pot o no dur humans a bord. Alguns exemples de vols espacials tripulats són el programa Soiuz rus, el programa del transbordador espacial estatunidenc o l'Estació Espacial Internacional; exemples de vols no tripulats són les sondes espacials i els satèl·lits artificials en òrbita al voltant de la Terra, tals com satèl·lits de comunicacions.
Els vols espacials són utilitzats per l'exploració espacial i també per activitats comercials com el turisme espacial i les telecomunicacions per satèl·lit. Alguns altres usos no comercials dels vols espacials són els observatoris espacials i els satèl·lits d'observació terrestre.
Un vol espacial normalment comença amb un llançament espacial d'un coet que proveeix aquest de l'impuls necessari per escapar de la força de gravetat terrestre i propulsar-lo cap a l'espai; un cop allí, el moviment de la nau espacial és estudiat per una àrea de la física anomenada astrodinàmica. Algunes naus espacials romanen a l'espai per sempre, d'altres es desintegren durant la reentrada atmosfèrica i d'altres arriben a una superfície planetària o lunar sobre la qual aterren o impacten.
La tripulació d'un vol espacial acostuma a estar constituïda pel comandant de la nau, el pilot i els especialistes de la missió, encara que se'ls podran afegir especialistes de la càrrega útil. Tots, llevat d'aquests últims, han de ser astronautes.
Durant el vol, els astronautes pilots porten tenen la funció de comandant de bord i de pilot de la nau. Mentre que els especialistes de la missió són responsables de la coordinació de les operacions a la nau, pel que fa a experiments i les càrregues útils durant el vol. Prop d'onze setmanes abans de la data prevista per a l'inici del vol, la tripulació comença una sèrie de simulacions específiques. El simulador de vol és connectat amb el centre de control de la missió, així com una xarxa d'estacions de seguiment. Els astronautes han d'aprendre a treballar en condicions de microgravetat, i per fer-ho s'utilitzen una sèrie d'avions modificats especialment per a l'entrenament.

## Història
La primera proposta realista de vol espacial fou creada per Konstantín Eduàrdovitx Tsiolkovski. La seva obra més coneguda, Исследование мировых пространств реактивными приборами (‘L'exploració de l'espai còsmic per mitjà de dispositius de reacció’), va ser publicada el 1903, però aquesta obra teòrica no va influir fora de Rússia.
El vol espacial va esdevenir una possibilitat d'enginyeria amb el treball de Robert H. Goddard, i el seu article «A Method of Reaching Extreme Altitudes» ('Un mètode per atènyer altituds extremes'). Goddard també va provar al laboratori que els coets funcionarien al buit de l'espai; no tots els científics de l'època ho creien. Aquest article va influir Hermann Oberth i Wernher Von Braun, que posteriorment tingueren papers clau en el vol espacial.
El primer coet a arribar a l'espai, a una altitud de 100 km, va ser l'alemany V-2, en un vol de prova el juny de 1944. El 4 d'octubre de 1957, la Unió Soviètica llançava l'Sputnik 1, que va esdevenir el primer satèl·lit artificial en òrbita a la Terra. El primer vol espacial humà va ser el Vostok 1 el 12 d'abril de 1961, damunt del qual Iuri Gagarin va fer una òrbita al voltant de la Terra. Els principals arquitectes del programa espacial soviètic van ser els científics Serguei Koroliov i Kerim Kerimov.
Els coets són, actualment, l'única manera pràctica d'arribar a l'espai. Altres mètodes de llançament espacial tals com scramjets encara es queden curts pel que fa a la velocitat orbital.

## Fases del vol espacial

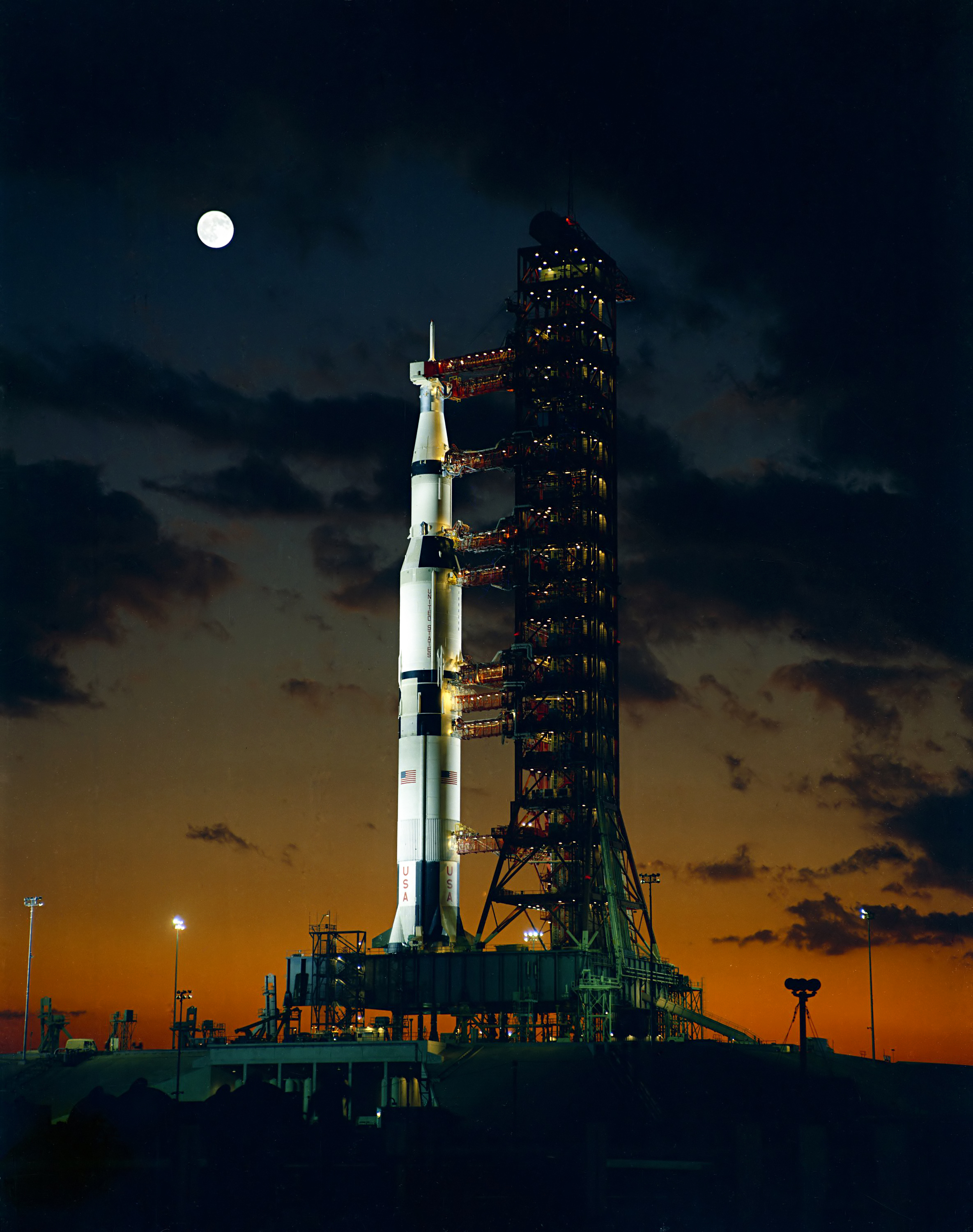
El Saturn V en la plataforma de llançament abans del llançament de l'Apollo 4.

### Cosmòdroms
Un vol espacial normalment comença en un cosmòdrom que sol estar equipat amb equips i plataformes de llançament si es tracta de coets de llançament vertical, o pistes d'enlairament i aterratge si es tracta d'avions o naus espacials amb ales. Els cosmòdroms estan situats prou lluny de nuclis urbans per raons de soroll i seguretat.
El llançament està sovint restringit a certes finestres de llançament. Aquestes finestres depenen de la posició dels cossos celestes i de les òrbites relatives al lloc de llançament. La influència més important és la rotació de la Terra. Un cop llançada la nau, les òrbites normalment estan localitzades dins de plans relativament constants en un angle fix en relació amb l'eix de la Terra, i la Terra gira dins aquesta òrbita.

### Arribada a l'espai

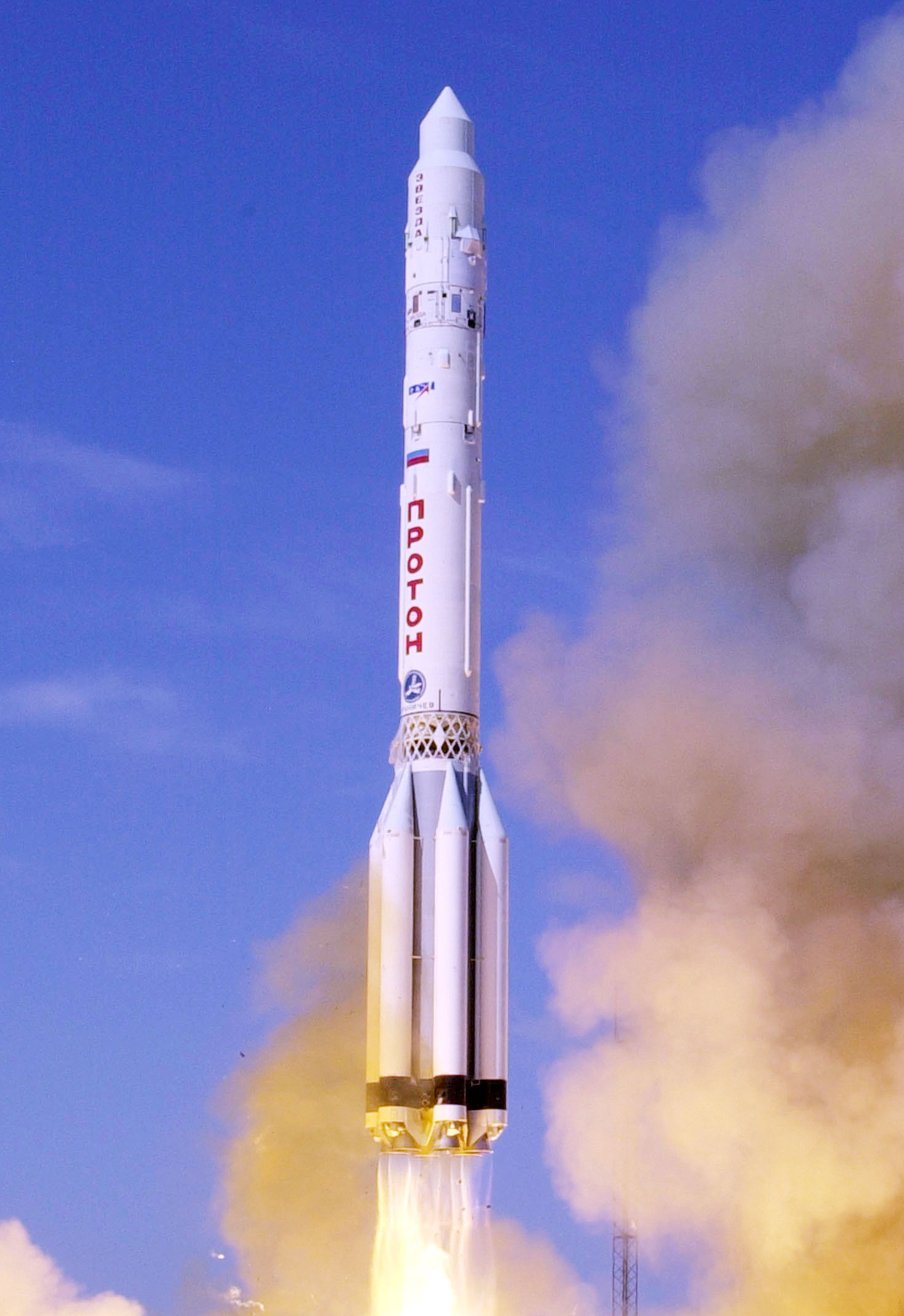
El coet Proton enlairant-se cap a l'espai.

La definició més utilitzada per espai exterior és tot allò que es troba un cop sobrepassada la línia de Karman, la qual es troba 100 km per sobre la superfície terrestre; els Estats Units, però, de vegades defineixen l'espai exterior com tot l'espai per sobre les 50 milles (80 km) d'altitud.
Per tal que un projectil assoleixi l'espai exterior partint de la superfície necessita una delta-v mínima; aquesta velocitat és molt menor que la velocitat d'escapament. Els sistemes de llançament per a vols tripulats tenen sovint un sistema d'escapament al llançament que permet escapar als astronautes en el cas d'una fallada.

#### Plataforma de llançament
Una plataforma de llançament és una estructura fixa dissenyada per enviar els vehicles espacials a l'espai. Consisteix en una torre de llançament i una rasa, i està envoltat per equipament utilitzat per aixecar, alimentar de combustible i mantenir els vehicles de llançament.

#### Altres maneres d'assolir l'espai
S'han proposat moltes altres maneres d'arribar a l'espai sense fer ús de coets. Algunes idees, com l'ascensor espacial, són encara impossibles de realitzar, mentre que llançadors electromagnètics com els llaços de llançament no tenen impediments coneguts. Altres idees són els avions assistits per coets com l'Skylon o els scramjets.

### Abandonament de l'òrbita
Aconseguir una òrbita tancada no és pas essencial per viatges lunars i interplanetaris, pels quals la nau especial necessita excedir la velocitat d'escapament terrestre (o apropar-s'hi en el cas de vols lunars). Els primers vehicles espacials russos van assolir altituds molt elevades sense entrar en òrbita. La NASA va considerar llançar les missions Apollo directament en trajectòries lunars però finalment va adoptar l'estratègia d'entrar primer en una òrbita d'aparcament temporal i després passar a una òrbita lunar, la qual cosa suposava un cost de combustible, ja que l'àpside de l'òrbita en aparcament ha de ser prou gran com per prevenir la reentrada, mentre que la injecció directa pot tenir un àpside relativament baix perquè mai s'assolirà.
De totes maneres, l'aproximació a l'òrbita d'aparcament va simplificar la planificació de la missió Apollo de moltes maneres importants. Va ampliar de manera substancial les finestres de llançament permeses, i així va incrementar les probabilitats de succés del llançament tot i poder tenir petits problemes tècnics durant el compte enrere. L'òrbita d'aparcament fou un «altiplà de la missió» que donà als astronautes i als controladors unes quantes hores per comprovar a consciència la nau espacial després de l'estrès sofert durant el llançament just abans de destinar-lo a un llarg viatge lunar; la tripulació, si calgués, podia tornar ràpidament a la Terra o bé es podia executar una missió alternativa a l'òrbita terrestre. L'òrbita d'aparcament també va permetre trajectòries translunars que evitaven les parts més denses dels cinturons de radiació de Van Allen.
Les missions Apollo van minimitzar la penalització en el rendiment a causa de l'òrbita d'aparcament mantenint la seva altitud tan baixa com fos possible. L'Apollo 15 usava una poc usual òrbita baixa (fins i tot per ser un Apollo) de 92,5 per 91,5 milles marines (171x169 km) on hi havia una resistència aerodinàmica significant; va ser superat parcialment, però, gràcies a l'aportació contínua d'hidrogen provinent del tercer mòdul del Saturn V.
Les missions robòtiques no fan necessari preveure la necessitat de poder avortar ni de minimitzar la radiació; a més, com que els llançadors moderns ja troben finestres de llançament «instantànies», les sondes espacials a la Lluna i altres planetes generalment utilitzen injecció directa per maximitzar el rendiment.
Cal notar que la velocitat d'escapament d'un cos celeste decreix amb l'altura sobre aquest cos. De totes maneres, és més eficient —pel que fa al combustible— per una nau cremar-lo tan prop del sòl com sigui possible (efecte Oberth). Aquesta és una altra manera d'explicar la penalització en el rendiment associat amb l'establiment d'un àpside segur en una òrbita d'aparcament.
Els plans actuals per futures missions interplanetàries tripulades preveuen l'assemblatge final del vehicle en l'òrbita terrestre, com per exemple l'Orion de la NASA i el tàndem Kliper/Parom de Rússia.

### Astrodinàmica
L'astrodinàmica és l'estudi de les trajectòries de les naus espacials, particularment en relació amb els efectes gravitacionals i de propulsió. L'astrodinàmica permet a una nau espacial arribar al seu destí a l'hora correcta sense usar excessiu combustible.

### Reentrada

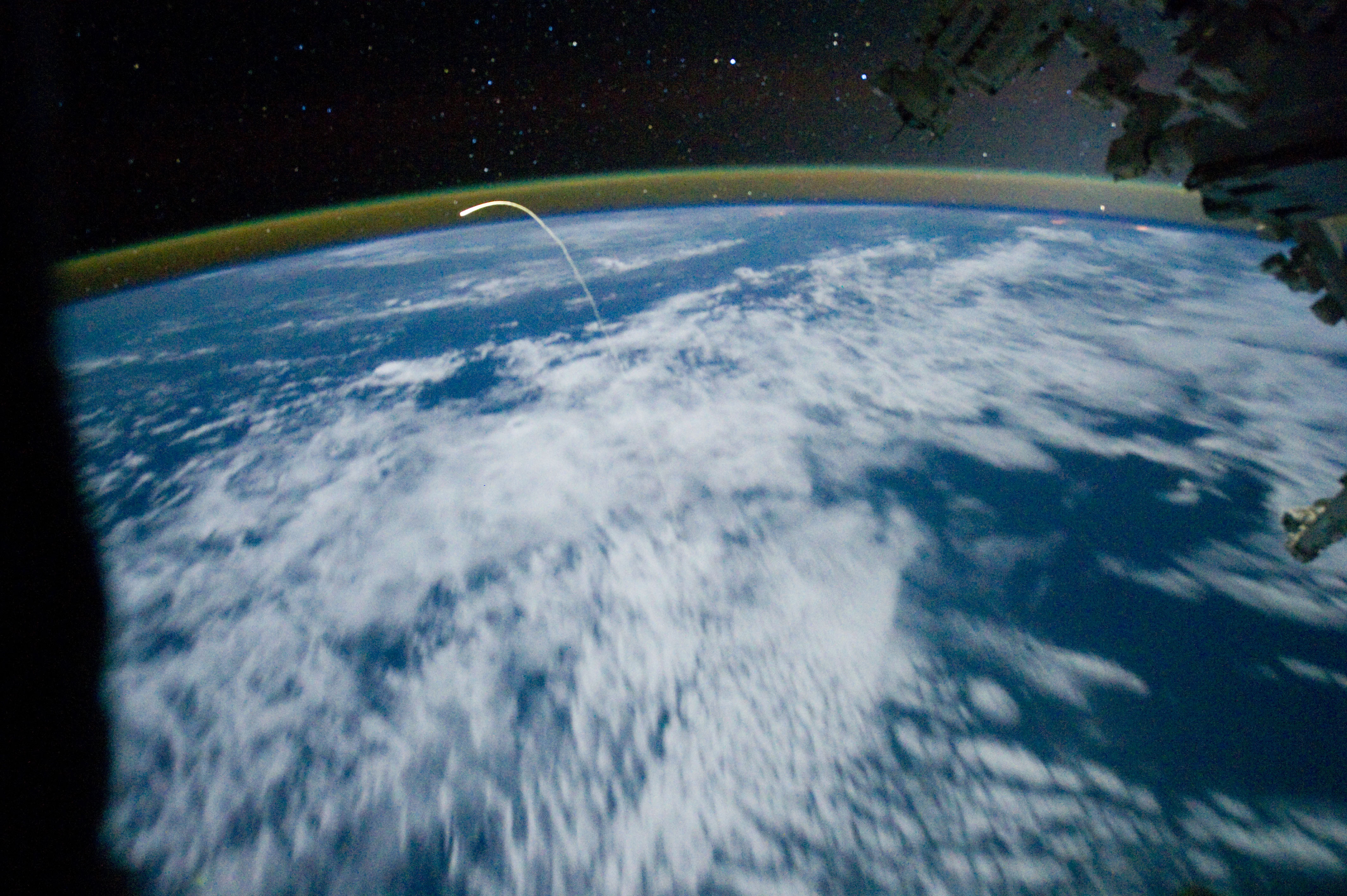
Restes de gas ionitzat de la reentrada del Transbordador

Els vehicles en òrbita tenen grans quantitats d'energia cinètica. D'aquesta energia la nau se n'ha de desfer per poder aterrar de manera segura sense evaporar-se en l'atmosfera. Típicament aquest procés requereix mètodes especials per protegir la nau de la calefacció aerodinàmica. La teoria darrere la reentrada es deu a Harry Julian Allen; basant-se en aquesta teoria, els vehicles de reentrada presenten formes poc afilades per poder entrar de manera segura. «Formes poc afilades» vol dir que menys de l'1% de l'energia cinètica acaba com a calor que afecta el vehicle i que la resta d'energia calorífica, en comptes d'això, acaba a l'atmosfera.

### Aterratge

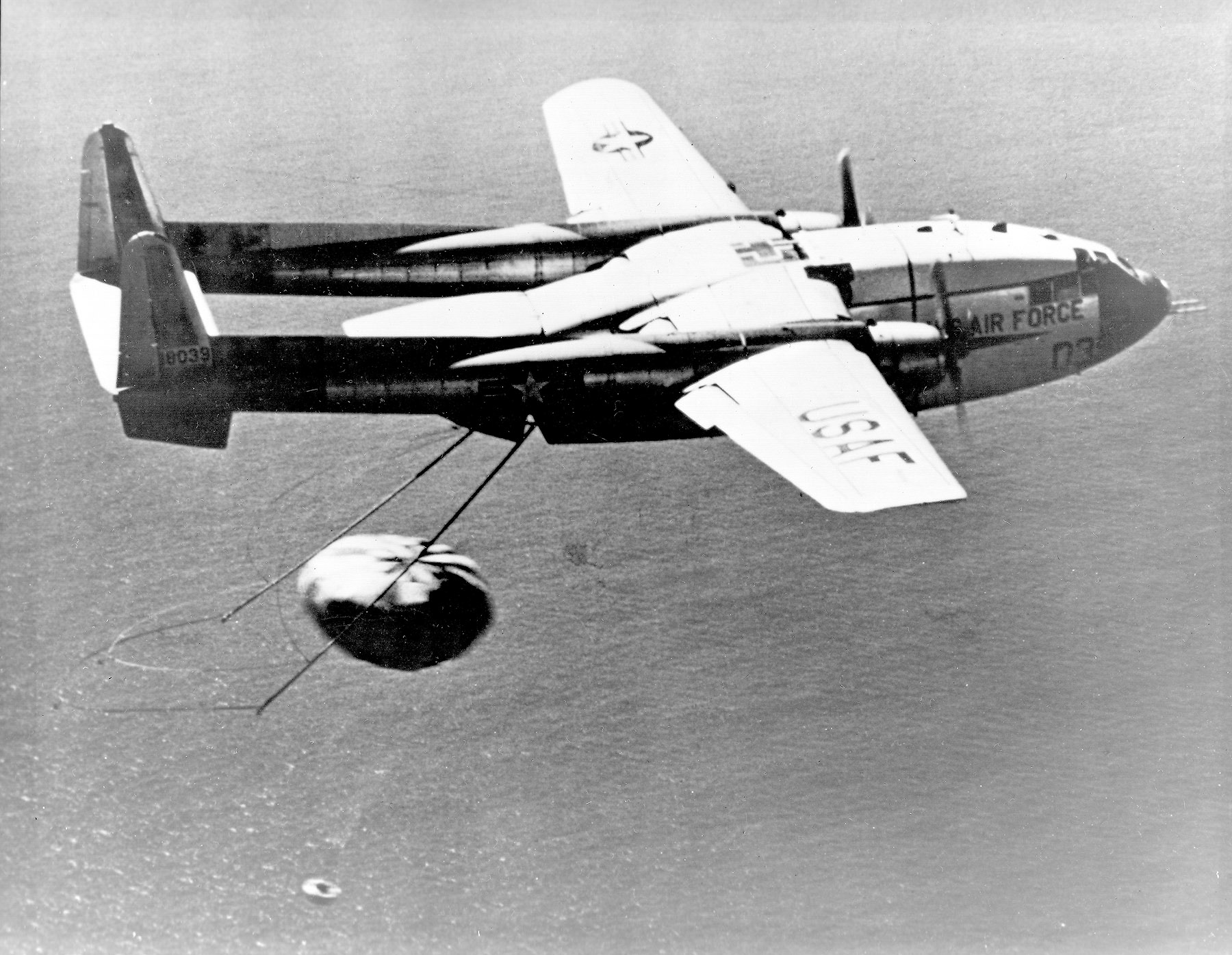
Recuperació de la càpsula de retorn del Discoverer 14.

Les càpsules del Mercuri, Gemini i Apollo van amarar al mar. Aquestes càpsules eren dissenyades per aterrar a velocitats relativament petites. Les càpsules russes del Soiuz feien servir coets de desacceleració abans de tocar a terra.

### Recuperació
Després de l'aterratge reeixit de la nau espacial, els ocupants i la càrrega poden ser recuperats. En alguns casos, la recuperació té lloc abans de l'aterratge: mentre la nau encara descendeix en el seu paracaigudes pot ser capturat per un aparell especialment dissenyat per aquesta acció. Aquesta tècnica de recuperació a l'aire fou utilitzada per recuperar els rotlles de film dels satèl·lits espia Corona.

## Tipus de vols espacials

### Vol espacial tripulat
El primer viatge espacial tripulat va ser a bord de la Vostok 1 el 12 d'abril de 1961, en la qual Iuri Gagarin de la Unió Soviètica va fer una volta al voltant de la Terra. Als documents oficials soviètics no es menciona que Gagarin va fer en paracaigudes els últims 11 quilòmetres. Les normes internacionals de rècords d'aviació estipulen que «el pilot ha d'estar dins de la nau des del llançament a l'aterratge»; si s'apliqués aquesta norma, el vol de Gagarin seria desqualificat. Actualment les úniques naus que s'utilitzen regularment per a vols espacials tripulats són els Soiuz russos i la flota de transbordadors espacials dels Estats Units (fins al 2011). Últimament també s'han utilitzat les naus xineses Shenzhou (3 vegades), i l'SpaceShipOne (dues vegades).

### Vol espacial suborbital
En un vol espacial suborbital la nau espacial surt a l'espai i després retorna a l'atmosfera després d'haver seguit una trajectòria balística. Això passa sovint a causa d'una insuficient energia específica orbital, cas en el qual el vol suborbital només durarà uns pocs minuts; també és possible, però, que un objecte amb suficient energia tingui una trajectòria que intersequi amb l'atmosfera terrestre. La Pioneer 1 va ser la primera sonda espacial de la NASA amb la qual es pretenia arribar a la Lluna; una fallada parcial va causar que la sonda seguís una trajectòria suborbital en una altitud de 113.854 km abans que reentrés l'atmosfera terrestre 43 hores després del llançament.
La frontera més reconeguda de l'espai és la línia de Karman (de fet, és una esfera) 100 km per sobre el nivell del mar. Alternativament, la NASA defineix un astronauta com aquell qui ha viatjat més de 80 km per sobre el nivell del mar. L'increment d'energia potencial requerit per sobrepassar la línia de Karman és només un 3% de l'energia orbital (energia potencial més energia cinètica) requerida per l'òrbita terrestre més baixa possible (una òrbita circular just per sobre de la línia de Karman). En altres paraules, és molt més fàcil sortir a l'espai que quedar-se orbitant.
El 17 de maig del 2004 el Civilian Space eXploration Team va llançar el GoFast Rocket en un vol suborbital, el que fou el primer vol espacial amateur. El 21 de juny del mateix any la nau SpaceShipOne va servir per al primer vol espacial tripulat finançat de manera privada.

### Vol espacial orbital
Un vol espacial orbital requereix velocitats molt més elevades que un vol espacial suborbital, per la qual cosa és tecnològicament més difícil de realitzar. Per aconseguir-ho, la velocitat tangencial al voltant de la Terra és tan important com l'altitud; per poder tenir un vol estable i durador a l'espai, la nau espacial ha d'assolir la mínima velocitat orbital requerida per una òrbita tancada.

### Vol espacial interplanetari
El vol interplanetari és el viatge entre planetes d'un mateix sistema planetari. A la pràctica, l'ús d'aquest terme es refereix a viatges entre els planetes del sistema solar.

### Vol espacial interestel·lar
Cinc naus estan sortint del sistema solar en trajectòries d'escapament. La que es troba més lluny del Sol és la Voyager 1, que es troba a més de 100 ua i es desplaça a una velocitat de 3,6 ua per any. En comparació, Pròxima del Centaure, l'estrella més propera a la Terra (sense tenir en compte el Sol), es troba a 267.000 ua. La Voyager 1 tardarà uns 74.000 anys per arribar a aquesta distància. Molt possiblement dissenys de vehicle que utilitzin altres tècniques hi arribaran significativament més ràpid.
Una altra possibilitat que permetria viatges interestel·lars humans és fer ús de la dilatació del temps, que permetria als passatgers d'un vehicle arribar molt lluny sense fer-se massa vells, ja que les velocitats molt grans alenteixen el ritme del temps a la nau. Tanmateix, arribar a velocitats tan altes també requeriria un mètode nou, i avançat, de propulsió.

### Vol espacial intergalàctic
El vol intergalàctic preveu viatges entre galàxies, i requereix una tecnologia no disponible actualment (molt més avançada que la del viatge interestel·lar). Per tant, es considera ciència-ficció.

## Nau espacial i sistemes de llançament

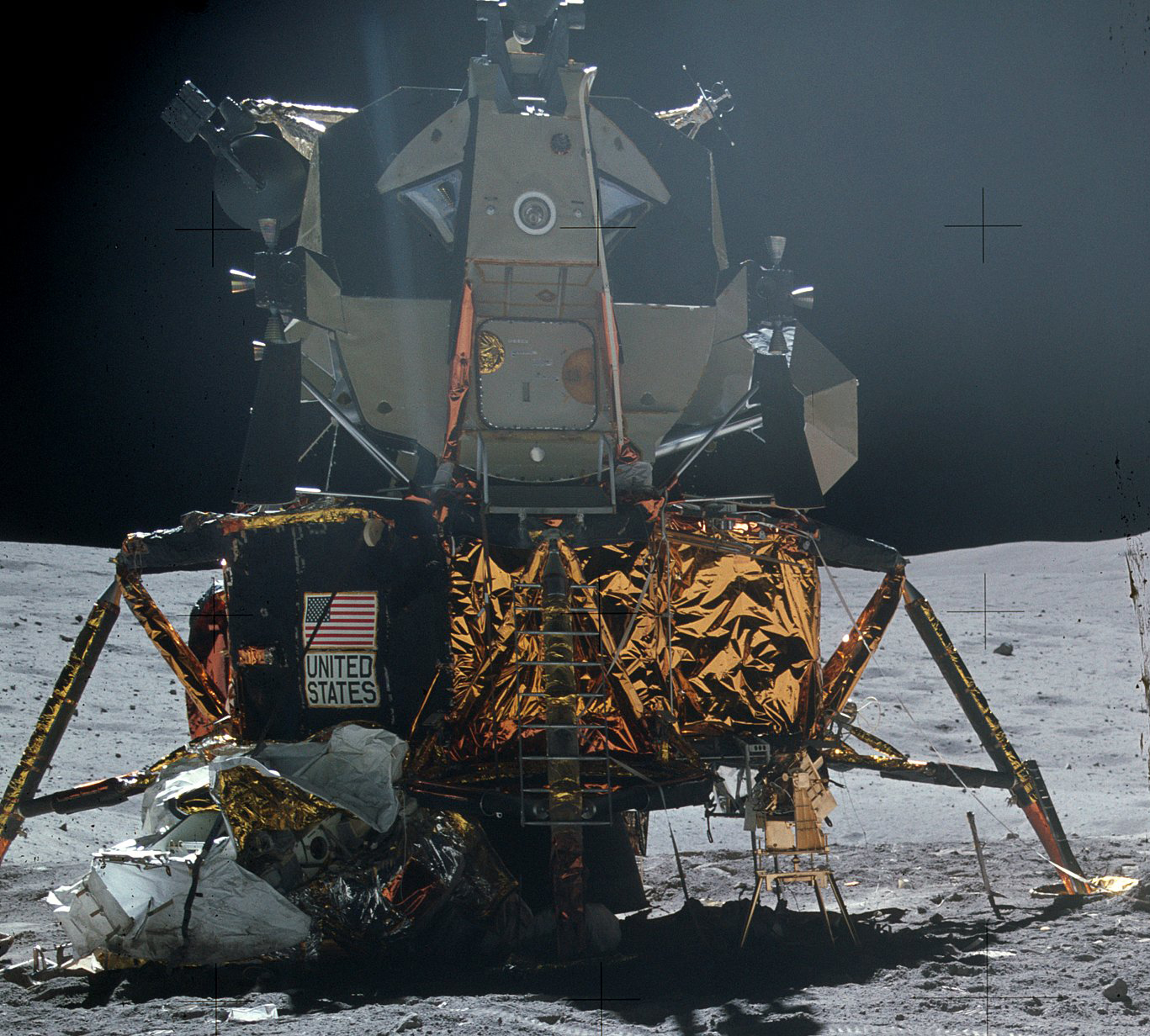
El mòdul lunar de l'Apollo a la superfície lunar.

Les naus espacials són vehicles capaços de controlar la seva trajectòria a través de l'espai. La primera veritable nau espacial es diu que va ser el mòdul lunar Apollo, ja que fou l'únic vehicle tripulat dissenyat especialment per ser-ho i operà només a l'espai; a més, és notable per la seva forma poc aerodinàmica.

### Propulsió de la nau espacial
Avui en dia les naus espacials normalment es propulsen a l'espai amb coets, però d'altres tècniques com els motors iònics esdevenen cada cop més comuns —especialment per vehicles no tripulats—, la qual cosa pot reduir de manera significant la massa del vehicle i incrementar-ne la delta-v o canvi de vélocitat.

### Sistemes de llançament d'un sol ús
La majoria de sistemes de llançament utilitzats actualment, i durant la història de l'astronàutica, són coets multitram d'un sol ús.

### Sistemes de llançament reutilitzables

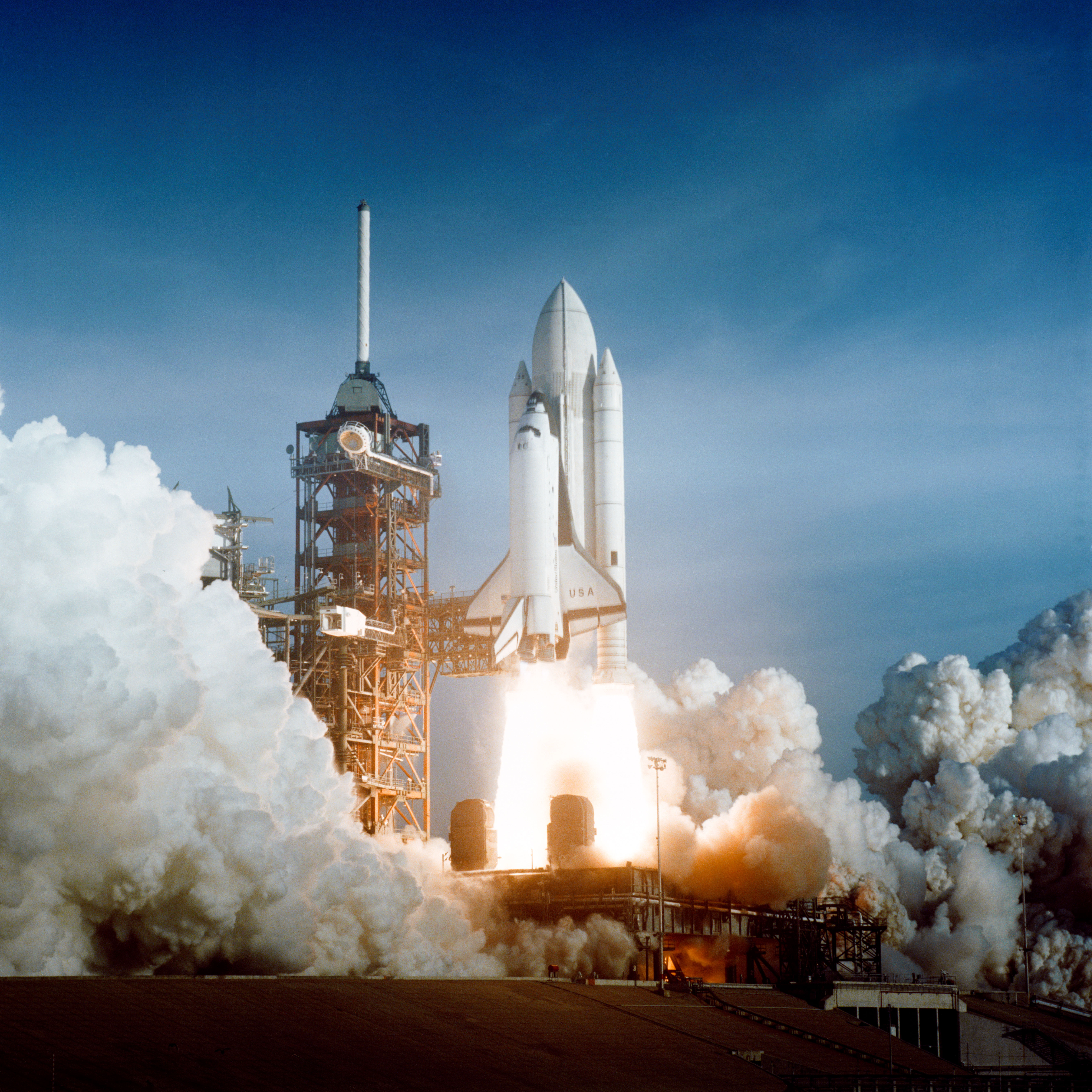
El transbordador espacial Columbia segons després de la ignició del motor a la missió STS-1.

La primera nau espacial reutilitzable, l'X-15, fou llançada des d'una trajectòria suborbital el 19 de juliol de 1963. La primera nau espacial parcialment reutilitzable, el transbordador espacial, fou llançat pels Estats Units al 20è aniversari del vol de Iuri Gagarin, el 12 d'abril de 1981. Durant l'era dels transbordadors es van construir sis orbitadors, dels quals tots han volat a l'atmosfera i cinc dels quals han volat a l'espai. L'Enterprise fou utilitzat només per proves d'aproximació i aterratge. El van llançar des d'un Boeing 747 i va volar sense motor fins a un aterratge a Edwards AFB, a l'estat de Califòrnia. El primer transbordador espacial que volà a l'espai va ser el Columbia, seguit pel Challenger, el Discovery, l'Atlantis i l'Endeavour. L'Endeavour fou construït per substituir el Challenger, que fou perdut el gener de 1986. El Columbia va patir un accident durant la reentrada el febrer del 2003.
La primera —i fins al moment l'única— nau espacial automàtica parcialment reutilitzable fou el transbordador espacial Buran, llançat per la Unió Soviètica el 15 de novembre de 1988, encara que només va fer un vol. Aquest avió espacial fou dissenyat per dur tripulació i s'assemblava molt al transbordador espacial estatunidenc, tot i que els seus acceleradors (boosters) utilitzaven combustible líquid i els seus motors principals eren a la base del que seria el tanc extern del transbordador nord-americà. La falta de fons econòmics i les complicacions derivades de la dissolució de l'URSS van impedir que el Buran fes més vols.
El transbordador espacial va ser retirat el 2011 per ser massa vell i costós. Els Estats Units no han recuperat la capacitat de transportar astronautes a l'espai fins al 2020 amb el Commercial Crew Development, liderat per companyies privades. El 30 de maig de 2020 va tenir lloc el primer llançament amb astronautes de la SpaceX Dragon 2, el primer llançament per una empresa privada.

## Reptes
Els vols espacials estan en continu desenvolupament i hi ha obstacles que cal superar per millorar-ne, entre altres coses, l'eficàcia i la seguretat.

### Desastres espacials
És menester una gran quantitat d'energia per assolir l'òrbita per a tots els vehicles de llançament; això implica el risc que aquesta energia sigui alliberada de manera prematura i sobtada. Quan el coet no tripulat Delta II va explotar 13 segons després del llançament el 17 de gener de 1997 es van trencar vidres a 10 km de distància a causa de l'explosió, la qual cosa demostra l'abast que pot tenir tal accident.
L'espai és un medi que es pot predir, però sempre hi ha riscs de despressurització accidental i la fallada potencial de l'equipament. El 2004 es va constituir als Països Baixos l'Associació Internacional per l'Avenç de la Seguretat Espacial per millorar la cooperació internacional i els avenços científics en la seguretat dels sistemes espacials.

### Ingravidesa

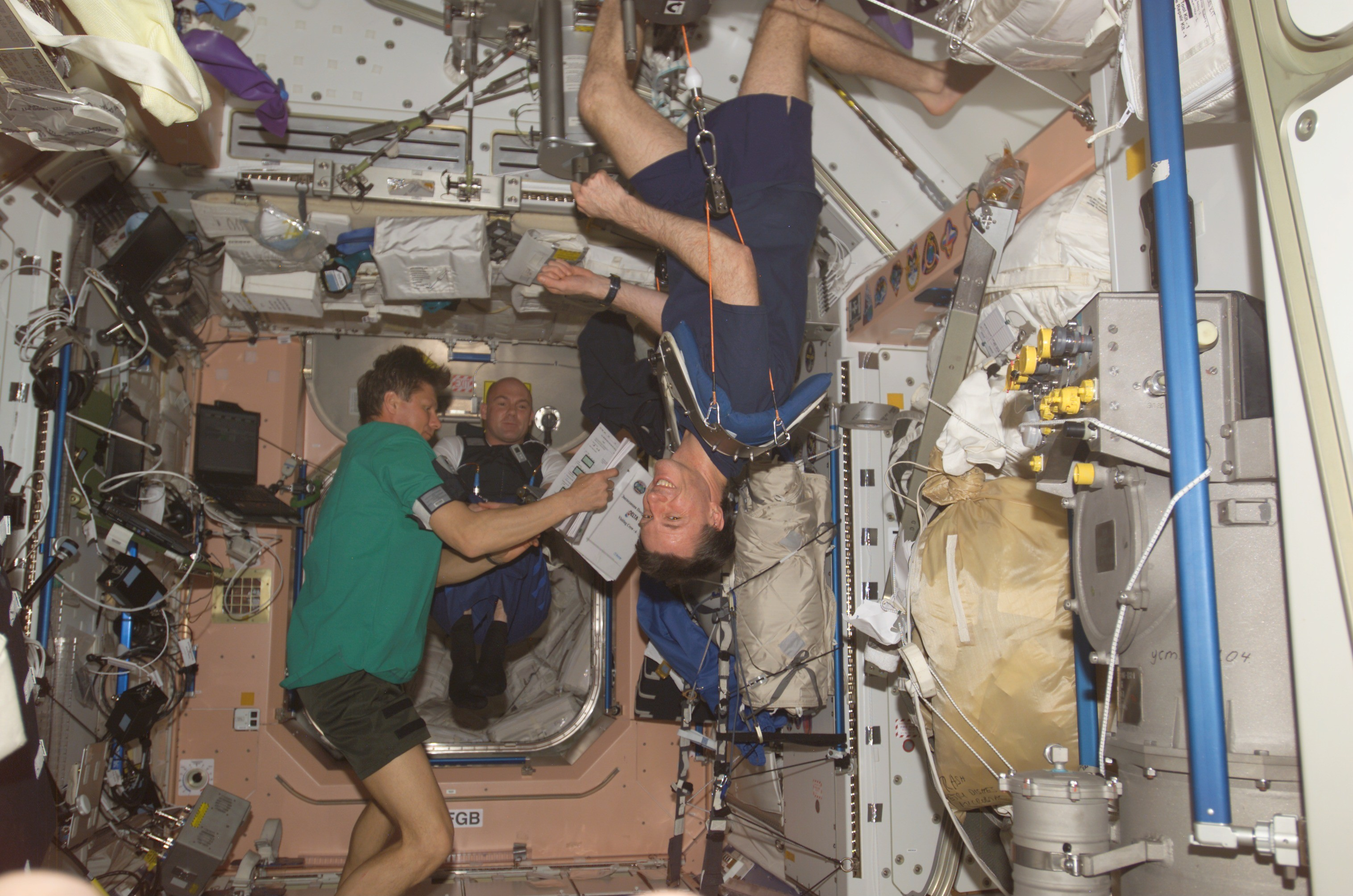
Astronautes a l'Estació Espacial Internacional en condicions d'ingravidesa. Michael Foale, en primer pla, s'està exercitant.

En un medi de microgravetat tal com el que es pot trobar en una nau espacial que orbita al voltant de la Terra els humans tenen la sensació d'ingravidesa. L'exposició durant un temps curt a la microgravetat causa el mal de l'espai, una nàusea causada per la desorientació del sistema vestibular. L'exposició durant un llarg temps causa múltiples problemes de salut, el més important dels quals és la pèrdua de massa òssia (de vegades de manera permanent), així com una degradació dels sistemes muscular i cardiovascular.

### Radiacions
Un cop sobre l'atmosfera hi pot haver problemes relacionats amb la radiació deguda als cinturons de Van Allen, a la radiació solar i a la radiació còsmica; més lluny de la Terra, les erupcions solars també poden tenir efectes nocius.

### Sistema de suport vital
En un vol espacial tripulat el sistema de suport vital és un conjunt de dispositius que permeten a l'ésser humà sobreviure a les condicions de l'espai exterior. La NASA sol usar la frase Sistema de suport vital i de control ambiental (en anglès Environmental Control and Life Support System, també conegut per la sigla ECLSS) quan descriuen aquests sistemes pels vols tripulats. El sistema de suport vital pot aportar aire, aigua i menjar. També ha de mantenir la temperatura corporal adequada, la pressió adequada sobre el cos i ha de tractar els residus corporals. També pot ser necessari que actuï d'escut davant influències externes com radiació i micrometeorits. Tots aquests components del sistema de suport vital són crítics i estan dissenyats i construïts fent servir tècniques de l'enginyeria de la seguretat.

### Meteorologia de l'espai

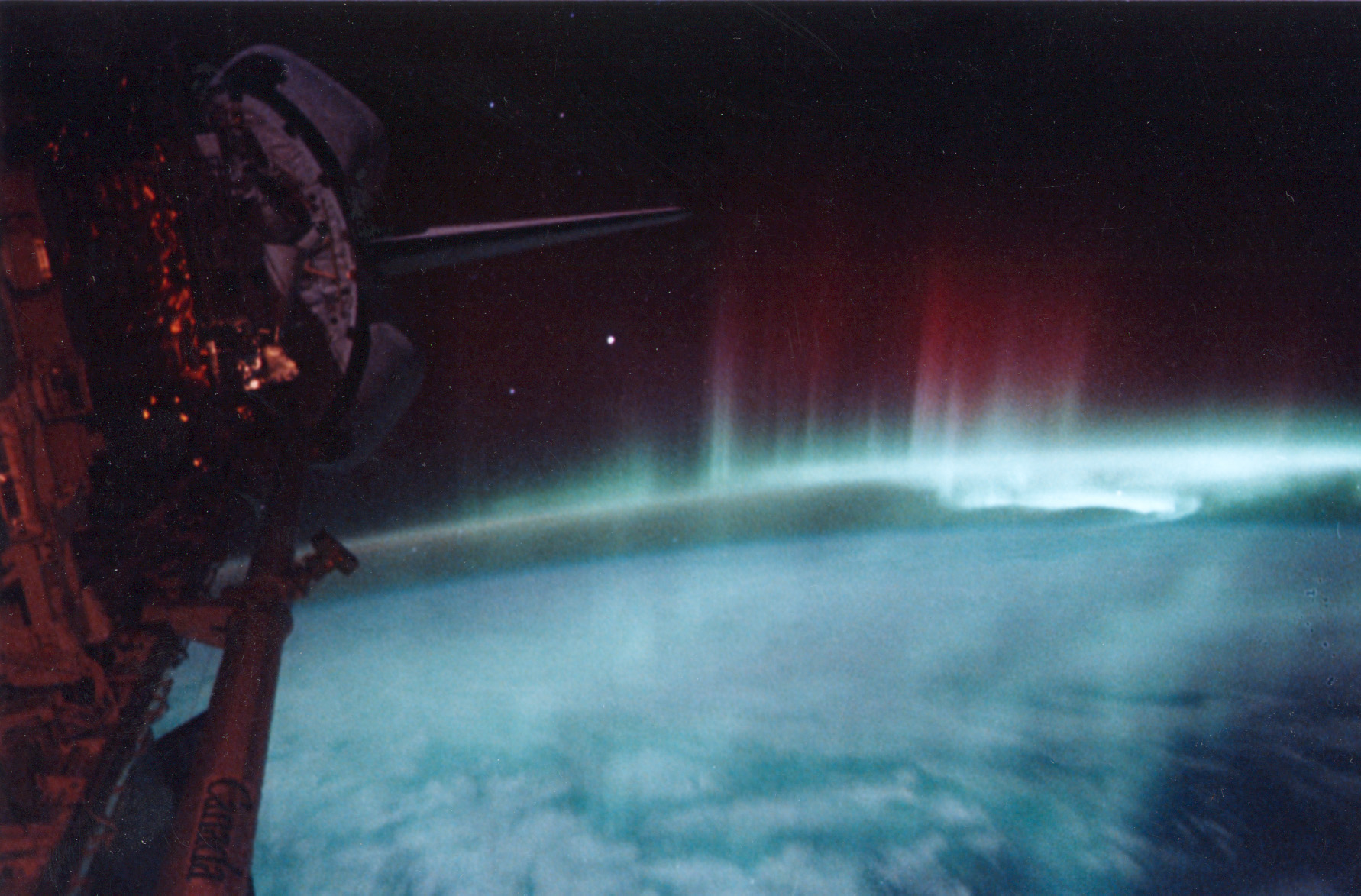
Aurora polar

La meteorologia de l'espai és el concepte del canvi en les condicions ambientals a l'espai exterior. És diferent del concepte de meteorologia dins una atmosfera planetària, i tracta dels fenòmens que inclouen plasma, camps magnètics, radiació i altra matèria de l'espai (generalment propera a la Terra però també en l'espai interplanetari i ocasionalment en el medi interestel·lar). L'Acadèmia Nacional de Ciències dels Estats Units explica la meteorologia de l'espai com allò que «descriu les condicions de l'espai que afecten la Terra i els seus sistemes tecnològics. La nostra meteorologia espacial és la conseqüència del comportament del Sol, de la naturalesa del camp magnètic terrestre i de la nostra situació dins el sistema solar».
La meteorologia espacial exerceix una profunda influència en moltes àrees relacionades amb l'exploració espacial i el desenvolupament espacial. Els canvis en les condicions geomagnètiques poden induir canvis en la densitat atmosfèrica, causant així una ràpida degradació de l'altitud d'una nau espacial quan és en una òrbita terrestre baixa. Les tempestes geomagnètiques, causats per una intensa activitat solar, poden encegar els sensors de les naus o interferir amb els sistemes electrònics. Entendré bé les condicions del medi de l'espai també és important per poder dissenyar els sistemes de protecció i els sistemes de suport vital per vols tripulats.

### Respecte mediambiental
Els coets no són per ells mateixos gaire contaminants. De totes maneres, alguns coets utilitzen combustible tòxic o carburant que no té neutralitat de carboni. Molts coets tenen clor en forma de perclorat o bé altres elements químics, que poden causar forats temporals i locals a la capa d'ozó. Durant la reentrada atmosfèrica, la nau genera nitrats, que també impacten contra la capa d'ozó. Finalment, molts coets són fets de metalls que poden tenir impacte mediambiental durant la construcció.
En addició als efectes atmosfèrics també hi ha efectes sobre el medi espacial proper a la Terra. És possible que l'òrbita esdevingui inaccessible per generacions futures a causa de l'increment de la brossa espacial (síndrome de Kessler). A causa d'això, avui en dia molts vehicles espacials són dissenyats per tal que puguin retornar a la Terra a la fi de la vida útil.

## Aplicacions

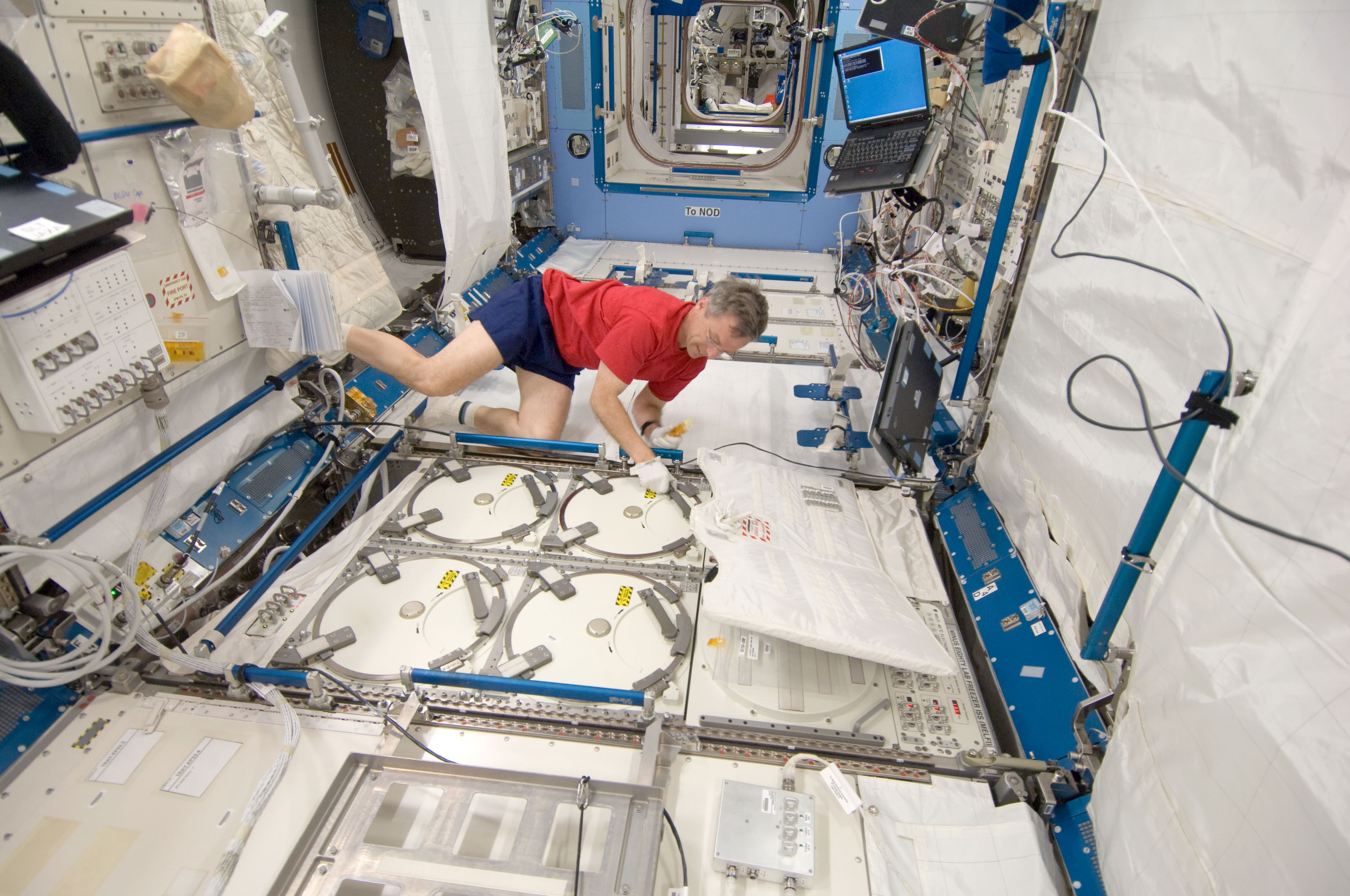
Un habitant de l'ISS emmagatzemant mostres

Els vols espacials són sovint finançats pels governs, tot i que hi ha mercats com la televisió per satèl·lit que són purament comercials. Heuaquí algunes aplicacions:
- Satèl·lits d'observació terrestre, tals com satèl·lits espia i satèl·lits meteorològics
- Exploració espacial
- Turisme espacial
- Satèl·lits de comunicacions
- Sistemes de navegació per satèl·lit

La primera intervenció de la iniciativa privada a l'espai va ser el llançament de satèl·lits de comunicació comercial. El 1962, el «Communications Satellite Act» va obrir el camí als Estats Units, perquè consorcis comercials poguessin posar en òrbita i operar els seus propis satèl·lits, encara que els llançaments es feien amb vehicles estatals.
Al març de 1980 l'Agència Espacial Europea (ESA) va crear Arianespace, la primera companyia per al transport espacial comercial. Arianespace produeix, opera i comercialitza la família de llançadors Ariane. El 1995 Arianespace va col·locar en òrbita el satèl·lit número 100, i el 1997 es va llançar el centé coet Ariane. En l'accionariat d'Arianespace estan representades entitats científiques, tècniques, financeres i polítiques de deu països europeus. L'any 2002 acaparava el 50% del mercat de llançament de satèl·lits en òrbita geoestacionària. Fa els llançaments comercials des del port espacial de Kourou, a la Guaiana Francesa. Els principals accionistes són CNES, amb un 32,53, i EADS SPACE Transportation, amb un 28,59%.
Actualment hi ha un interès creixent per vols espacials pagats per empreses i fins i tot individuals. Es creu que els alts costos de l'accés a l'espai són deguts a la poca eficiència dels governs. Alguns vehicles, com el Falcon I, han estat desenvolupats completament amb finançament privat, i els costos de llançament han estat molt menors que per vehicles similars finançats públicament.